# Чжан Дацянь
Чжан Дацянь (кит. трад. 張大千, упр. 张大千, пиньинь Zhāng Dàqiān; 10 мая 1899, Нэйцзян, Сычуань, Китай — 2 апреля 1983, Тайбэй, Тайвань) — китайский художник-живописец.

## Биография
Родился 10 мая 1899 года в Нэйцзян провинции Сычуаня, Китай, в бедной семье. Подражая старшему брату в раннем возрасте стал заниматься каллиграфией. 
Азы рисования получил в школе при храме Вэньмяо. В 20 лет получил известность в родном городе, зарабатывал на жизнь выполняя заказы на перепись стихов. 
В 21 год после смерти невесты ушёл в монахи, в храм Чаньдин (уезд Сунцзян, провинция Цзянсу), однако, разочаровавшись в буддизме, через некоторое время покинул храм. Много путешествовал в поисках собственного художественного стиля. Приобретя популярность, стал заниматься живописью профессионально. 
В 1926 году организовал первую персональную выставку в Китае, выставив более 100 своих работ. На выставке познакомился со своей будущей супругой Ли Цюцзюн, которую считал своей музой. В 1930-х годах организовал школу живописи, и начал заниматься коллекционированием. В 1938 году в связи с ухудшением здоровья матери вернулся в родной Нэйцзян. 
Во время японской оккупации был помещён под домашний арест, позже работал заместителем ректора Института искусств в Пекине. В 1943 году с семьёй перебрался в пещеры Могао, где занялся изучением древних произведений династий Суй и Тан, продолжал рисовать.
С 1948 года начал путешествовать по миру, некоторое время жил в Бразилии (муниципалитет Можи-дас-Крузис), Аргентине (Мендоса), затем в США (Калифорния). В середине 1950-х годов встретился с Пабло Пикассо, после чего попробовал освоить манеру живописи модерна и экспрессионизма и даже ввёл эти элементы в китайскую живопись. 
В 1965 году изобрёл технику прерывистой туши и широких мазков. В 1978 году переехал в Тайвань. 
Скончался 2 апреля 1983 года в Тайбэе, Тайвань.

## Наследие
В 2011 году работы художника принесли самую большую выручку аукционным домам по итогам года — 506,7 миллиона долларов, Чжан Дацянь сместил с первого места Пабло Пикассо, который удерживал лидерство по продажам с 1997 по 2010 год, с перерывом в один год.